# Catherine Davenier
Catherine Davenier, née le 23 décembre 1953 à Tours, est une actrice française.

## Filmographie sélective

### Cinéma
- 1999 : Ma petite entreprise de Pierre Jolivet
- 2002 : Le Frère du guerrier de Pierre Jolivet
- 2002 : Un moment de bonheur d'Antoine Santana
- 2006 : Madame Irma de Didier Bourdon et Yves Fajnberg
- 2007 : La Vie d'artiste de Marc Fitoussi
- 2009 : Coco Chanel et Igor Stravinsky de Jan Kounen
- 2010 : Copacabana de Marc Fitoussi
- 2012 : Les Saveurs du palais de Christian Vincent
- 2012 : Dans la maison de François Ozon
- 2012 : L'Air de rien de Grégory Magne et Stéphane Viard
- 2014 : Samba d'Éric Toledano et Olivier Nakache
- 2016 : La Vache de Mohamed Hamidi
- 2016 : Au nom de ma fille de Vincent Garenq
- 2019 : Fourmi de Julien Rappeneau
- 2020 : Mon cousin de Jan Kounen
- 2020 : Les Apparences de Marc Fitoussi
- 2020 : Adieu les cons d'Albert Dupontel
- 2021 : Le Trésor du Petit Nicolas de Julien Rappeneau
- 2022 : I Love America de Lisa Azuelos
- 2023 : Garder ton nom de Vincent Duquesne

### Télévision
- 1978 : Les Enquêtes du commissaire Maigret, épisode : Maigret et le Tueur de Marcel Cravenne
- 1978 : Ciné-roman de Serge Moati
- 2005 : Au bout du quai de Pierre Lary
- 2007 : Monsieur Joseph d'Olivier Langlois : Martine Palestri
- 2009 : L'École du pouvoir de Raoul Peck (mini-série) : Maggie
- 2009 : Contes et nouvelles du XIXe siècle, épisode Le Petit Vieux des Batignolles de Claude Chabrol : Marie, la bonne de Monistrol
- 2010 : Diane, femme flic - Alliances (saison 7, épisode 8) de Nicolas Herdt
- 2011 : Les Faux-monnayeurs de Benoît Jacquot
- 2011 : Plus belle la vie (série TV) : Nadia Dumas, baby-sitter de Noé et femme de ménage
- 2013 : Famille d'accueil - Une mémoire sélective (saison 11, épisode 10) : Françoise
- 2014 : Meurtres à Rocamadour de Lionel Bailliu : Madame Thorel
- 2016 : Marseille : Ariane Marek
- 2016 - 2017 : Alex Hugo (série) d'Olivier Langlois
- 2017 : Les Brumes du souvenir : Andréa
- 2017 : Clem (série) : Florence
- 2017 : Demain nous appartient : Le Dragon
- 2018 : La Stagiaire, saison 3 épisode 8 : Dominique Mauville
- 2018 : Ma mère, le crabe et moi : dame hôpital
- 2019 : Examen de conscience d'Olivier Barma : Sybille
- 2019 : Tropiques criminels de Stéphane Kappes : Véro
- 2021 : Mise à nu de Didier Bivel : la mère de Sophie
- 2023 : Le Secret de la grotte de Christelle Raynal : Nathalie Ferret
- 2023 : The New Look de Julia Ducournau
- 2024 : Les Malvenus de Sandrine Veysset : la mère de Carole

## Doublage

### Cinéma

#### Films
- Kathy Baker dans :
  - Last Chance for Love (2009) : Jean, l'ex-femme de Harvey
  - Dans les yeux d'Enzo (2019) : Trish

- Sally Field dans : 
  - The Amazing Spider-Man (2012) : May Reilly Parker
  - The Amazing Spider-Man : Le Destin d'un héros (2014) : May Reilly Parker

- Imelda Staunton dans :
  - Downton Abbey (2019) : Lady Maud Bagshaw, baronne de Bagshaw
  - Downton Abbey 2 : Une nouvelle ère (2022) : Lady Maud Bagshaw, baronne de Bagshaw

- 1987 : Light of Day : Jeanette Rasnick (Gena Rowlands)
- 1996 : Le Poids du déshonneur : l'assistante de Panos (Ellen Lancaster)
- 2002 : Fashion victime : Stella Kay Perry (Jean Smart)
- 2004 : Godsend, expérience interdite : Mme Farr (Ingrid Veninger)
- 2004 : L'Effet papillon : Andrea Treborn (Melora Walters)
- 2006 : She's the Man : Daphne (Julie Hagerty)
- 2006 : Blind Dating : Lucia (Dee Macaluso)
- 2009 : Sherlock Holmes : Mme Hudson (Geraldine James)
- 2011 : La Dame de fer : June (Susan Brown)
- 2014 : Les Nouveaux Sauvages : Helena (María Onetto)
- 2015 : Mustang : la grand-mère (Nihal Koldaş)
- 2015 : Demolition : la mère de Davis (Debra Monk)
- 2016 : Absolutely Fabulous, le film : elle-même (Lulu)
- 2018 : Ton fils : Carmen (Ana Wagener)
- 2019 : Évasion 3 : The Extractors : la capitaine Corbin (Sherri Robertson)
- 2021 : Resident Evil : Bienvenue à Raccoon City : Annette Birkin (Janet Porter)
- 2023 : Beau Is Afraid : Grace (Amy Ryan)
- 2023 : Invitation à un assassinat (it) : Cristina (Helena Rojo)
- 2024 : Blue et Compagnie : ? (?)
- 2024 : La Québécoise : ? (?)
- 2024 : Beetlejuice Beetlejuice : Delia Deetz (Catherine O'Hara)
- 2024 : Scoop : ? (?)
- 2024 : L'Amour au présent : Sylvia (Niamh Cusack (en))
- 2024 : Conclave : Sœur Agnes (Isabella Rossellini)
- 2025 : Destination finale : Bloodlines : Iris Campbell (Gabrielle Rose)

#### Films d'animation
- 2009 : Clochette et la Pierre de lune : la narratrice
- 2010 : Clochette et l'Expédition féerique : la narratrice
- 2011 : Mission : Noël : voix additionnelles
- 2012 : Les Pirates ! Bons à rien, mauvais en tout : la reine Victoria[n 1]
- 2012 : Hôtel Transylvanie : Wanda
- 2012 : Sammy 2 : Rosie
- 2013 : Monstres Academy : Jeanine Squibbles
- 2013 : Party Central : Jeanine Squibbles (court-métrage)
- 2014 : Rio 2 : tante Mimi
- 2015 : Hôtel Transylvanie 2 : Wanda
- 2015 : Les Minions : Madge Nelson
- 2016 : Le Monde de Dory : Jenny, la mère de Dory
- 2017 : La Reine des neiges : Joyeuses fêtes avec Olaf : voix additionnelles (court-métrage)
- 2018 : Hôtel Transylvanie 3 : Des vacances monstrueuses : Wanda
- 2018 : Destination Pékin ! : Simone (doublage cinéma)
- 2021 : Les 5 esprits : La légende de la Reine des Neiges 2 : la grand-mère (court-métrage)
- 2022 : Hôtel Transylvanie : Changements monstres : Wanda
- 2023 : Chicken Run : La Menace nuggets : Bernadette[n 1]
- 2024 : Looney Tunes : Daffy et Porky sauvent le monde : Mme Grecht[n 2]

### Télévision

#### Téléfilms
- 1995 : Fausse Identité : Madeleine Richards Warner (Shanna Reed)
- 2002 : La Reine des neiges : Minna (Wanda Cannon)
- 2003 : Le Cadeau de Carole : Marla (Dinah Manoff)
- 2005 : Un mariage à l'épreuve : Florence (Susan Hogan)
- 2021 : 20 ans à nouveau ! : Estelle Hartman (Sharon Bajer)[1]

#### Séries télévisées
- Annie Potts dans :
  - Le Monde de Joan (2004-2005) : le lieutenant Lucy Preston (11 épisodes)
  - Close to Home : Juste Cause (2005) : Dr Marla Dodds (saison 1, épisode 4)
  - Men in Trees : Leçons de séduction (2007) : Mary Alice O'Donnell (4 épisodes)
  - Ugly Betty (2008) : Linda (saison 2, épisode 11)

- Elizabeth Gracen dans :
  - Highlander (1993-1998) : Amanda Darieux (29 épisodes)
  - L'Immortelle (1998-1999) : Amanda Darieux (22 épisodes)
  - Charmed (2002) : la Reine des vampires (saison 4, épisode 18)

- Brenda Strong dans :
  - Ally McBeal (2001) : Jerry Hill (saison 4, épisode 11)
  - Malcolm (2002) : Amelia (saison 4, épisode 3)

- Joanna Cassidy dans :
  - Washington Police (2001-2002) : Teddy Reed (3 épisodes)
  - Six Feet Under (2001-2005) : Margaret Chenowith (21 épisodes)

- Lesley Sharp dans :
  - Afterlife (2005-2006) : Alison Mundy (14 épisodes)
  - Three Girls (2017) : Maggie Oliver (mini-série)

- Laura Innes dans :
  - The Event (2010-2011) : Sophie Maguire (21 épisodes)
  - Colony (2017) : Karen (saison 2)

- 1986-1995 : Amoureusement vôtre : Gwyneth Alden (Christine L. Tudor) (385 épisodes)
- 1994-1999 : Hartley, cœurs à vif : la principale Diana « Di » Barnett (Andrea Moor (en)) (59 épisodes)
- 1995-1999 : Un tandem de choc : l'inspecteur Margaret « Meg » Thatcher (Camilla Scott (en)) (38 épisodes)
- 1996 : Mr. Fowler, brigadier chef : Cristabelle Wickam (Lucy Robinson) (3 épisodes)
- 2000-2001 : Boston Public : l'infirmière Pauline Drier (Joanna Sanchez) (saison 1, épisodes 6 et 10), Melanie Fitzgerald (Laurie O'Brien (en)) (saison 1, épisode 6) et Susan Abrams (Lisa Kaminir) (saison 1, épisode 17)
- 2004 : Angel : la sénatrice Helen Brucker (Stacey Travis) (saison 5, épisodes 21 et 22)
- 2005-2006 : Wallander : Enquêtes criminelles : Lisa Holgersson (Chatarina Larsson (sv)) (6 épisodes)
- 2005-2007 : McBride : le sergent Roberta Hansen (Marta DuBois) (10 épisodes)
- 2007-2008 : Flash Gordon : Norah Gordon (Jill Teed) (8 épisodes)
- 2007-2011 : Journal intime d'une call girl : Stephanie (Cherie Lunghi) (17 épisodes)
- 2008 : Burn Up (en) : Marianne (Brenda Bazinet (en)) (mini-série)
- 2009 : Monk : T.K. Jensen (Virginia Madsen) (saison 8)
- 2009 : Chuck : Bolonia Grimes (Patricia Rae (en)) (3 épisodes)
- 2009-2010 : The Border : Terri Knight-Kessler (Julie Stewart (en)) (saison 3)
- 2010-2015 : Out with Dad : Theresa LeMay (Wendy Glazier) (12 épisodes)
- 2011 : Homeland : Elizabeth Gaines (Linda Purl) (saison 1)
- 2011 : Drop Dead Diva : Molly Haller (Romy Rosemont) (saison 3, épisode 3) et Tamra Rhodes (Lynn Cole) (saison 5, épisode 5)
- 2012 :  La Loi selon Harry : Amanda (Melinda McGraw) (saison 2)
- 2013-2014 : House of Cards : Evelyn Baxter (Maryann Plunkett) (3 épisodes)
- 2014-2015 : Remedy : Rebecca Baker (Martha Burns) (8 épisodes)
- 2015 : Le Mystère Enfield : Betty Grosse (Juliet Stevenson) (mini-série)
- 2016 : The Level (en) : Cherie Le Saux (Amanda Burton (en)) (6 épisodes)
- 2016 : The Kicks (en) : la principale Walker (Jill Remez (en)) (4 épisodes)
- 2016-2018 : Le Maître du Haut Château : Alice Adler (Gillian Barber) (6 épisodes)
- 2016-2018 : Spring Tide : Mette Olsäter (Cecilia Nilsson (sv)) (16 épisodes)
- 2018 : L'Aliéniste : Mme Van Bergen (Sean Young) (saison 1)
- 2018 : Unforgotten : Mel Hollis (Sara Stewart) (saison 3)
- 2018 : Maniac : Dr Greta Mantleray (Sally Field) (mini-série)
- 2018-2019 : Trapped : Steinnun (Elva Ósk Ólafsdóttir) (9 épisodes)
- 2018-2020 : L'Amie prodigieuse : Mme Oliviero (Dora Romano) (8 épisodes)
- 2019 : Designated Survivor : Lorraine Zimmer (Julie White) (saison 3)
- 2019 : Luther : Vivien Lake (Hermione Norris) (saison 5)
- 2019 : Les Chroniques de San Francisco : DeDe Halcyon Day (Barbara Garrick) (6 épisodes)
- 2020-2023 : Big Sky : Denise Brisbane (Dedee Pfeiffer) (47 épisodes)
- 2021 : Katla : Stefania (Guðbjörg Thoroddsen) (saison 1, épisode 1)
- 2021 : L'Improbable Assassin d'Olof Palme : Lisbeth Palme) (Cilla Thorell) (mini-série)
- 2021 : Landscapers (en) : Patricia Wycherley (Felicity Montagu (en)) (mini-série)
- 2022 : Les Derniers Jours de Ptolemy Grey : ? (?) (mini-série)
- 2022 : Good Sam : Vivian Katz (Wendy Crewson)
- 2022 : Bloodlands (en) : Lauren Fitzpatrick (Jane Brennan (en)) (saison 2, épisode 3)
- 2022 : Christian (it) : Italia (Lina Sastri) (saison 1)
- 2022-2023 : The Crown : Élisabeth II (Imelda Staunton) (20 épisodes)
- 2022-2023 : The Lazarus Project : Elisabeth « Wes » Wesley (Caroline Quentin) (16 épisodes)
- 2023 : Faux-semblants : Cynthia (Diane J. Findlay) (mini-série)
- 2023 : Les Fleurs sauvages : Twig (Leah Purcell (en)) (mini-série)
- 2023 : Bodies : Elaine (Kate Ashfield) (mini-série)
- 2024 : Kübra : Dilek (Nazan Kesal (tr))
- 2024 : Eric : Caroline (Amanda Drew (en)) (mini-série)
- 2025 : El jardinero : Sabela Costeira (Emma Suárez) (mini-série)
- 2025 : Les Lettres du passé (sv) : Rahat (Banu Fotocan) (mini-série)

#### Séries d'animation
- 1986 : Signé Cat's Eyes : Carole (épisode 53), Tamara (épisode 54), Javotte Fougnac (épisode 73)
- 2001-2002 : Cédric : Marie-Rose (1re voix, saisons 1 et 2)
- 2016-2018 : Les Aventures du Chat potté : Roz
- 2020 : Scooby-Doo et Compagnie : Sandy Duncan, la scientifique  (épisode 36)
- 2022 : Cars : Sur la route : le Démon du compteur

#### Émission
- 2022 : Harry Potter : Retour à Poudlard : J. K. Rowling